# باغی در سانت-آدرس
باغی در سانت-آدرس (انگلیسی: Garden at Sainte-Adresse) یک نقاشی چشم‌انداز رنگ روغن بر روی بوم، اثر نقاشِ امپرسیونیسم فرانسه، کلود مونه است که در کمون سانت-آدرس طرح گردید، این نقاشی توسط موزهٔ هنر متروپولیتن پس از فروش در حراجی کریستی و عنوان فرانسوی تراس‌های سنت-آدرس در دسامبر ۱۹۶۷ خریداری شد، تابلوی نقاشی باغی در سنت-آدرس در چهارمین نمایشگاه امپرسیونیست‌ها در پاریس و به سال ۱۰ تا ۱۱ می ۱۸۷۹ با همین عنوان به نمایش گذاشته شد

## واژگان
1. ↑  Claude Monet